# Etnografsko društvo Kurent
Etnografsko društvo Kurent je slovensko društvo s Ptuja, namenjeno ohranjanju običajev kurentovanja in siceršnjega ljudskega izročila na Dravskem in Ptujskem polju.
Ustanovili so ga Aleš Ivančič, Stanka Jevšenak in Matej Kirbiš, prva skupščina je bila v Narodnem domu na Ptuju leta 2006. Zdaj ima nekaj deset članov in status nosilca nosilca enote žive kulturne dediščine. Vključeno je v Zvezo društev kurentov, formalno povezavo pa ima tudi z avstrijskim pustnim društvom Faschingsgilde iz Beljaka.